# Phlegmariurus cryptomerianus
Phlegmariurus cryptomerianus är en lummerväxtart som först beskrevs av Carl Maximowicz, och fick sitt nu gällande namn av Ren Chang Ching. Phlegmariurus cryptomerianus ingår i släktet Phlegmariurus och familjen lummerväxter. Inga underarter finns listade i Catalogue of Life.